# Ben Aknoun
Ben Aknoun là một đô thị thuộc tỉnh Alger, Algérie. Dân số thời điểm năm 2002 là 19.404 người.